# Per-Ingvar Brånemark
Per-Ingvar Brånemark (Gotemburgo, 3 de maio de 1929 — Gotemburgo, 20 de dezembro de 2014) foi um médico ortopedista sueco que iniciou estudos à frente de um grupo de pesquisadores da Universidade de Gotemburgo em 1965 que culminaram com a descoberta da Osseointegração. Na época, Brånemark estava interessado por pesquisa e protocolos de procedimentos cirúrgicos que resolvessem deficiências físico-funcionais de seres humanos.

## Pesquisa
No início dos anos 1950, Brånemark investigou a microcirculação sangüínea em tíbias de coelho com ajuda de uma câmara de observação em titânio, quando percebeu que o metal e o osso se integravam perfeitamente, sem haver rejeição. Com base nesta observação, desenvolveu cilindros personalizados para serem implantados na tíbia de coelhos e cães. Tornando-se mais tarde uma base segura, modificada e otimizada para receber próteses fixas de longa duração em maxila e mandíbula para aplicação humana.